# 영혼의 해

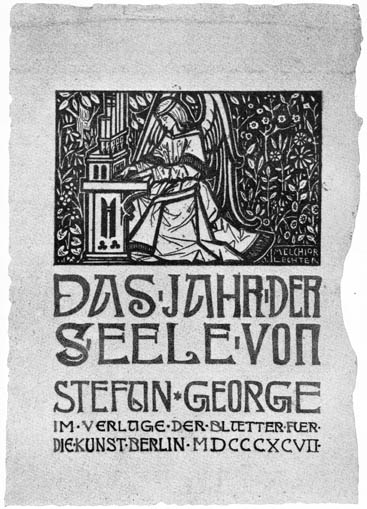

《영혼의 해》(Das Jahr der Seele, 1897년)는 가장 많은 사람에게 읽힌 게오르게의 시집이다.
게오르게의 예술에 공명하는 화가 레히터가 게오르게의 시집으로 장정·도안을 전담하다시피 하였다. 이 시집의 간행 전년(1896)에 파국을 가져왔던 코플렌츠에 대한 사랑을 노래한 것으로서, 시 속에 노래한 것은 파국 이전의 것이라 보여진다. 제1부는 포도의 수확이 끝나 가을부터 겨울과 봄철을 뺀 여름철의 경치를 마음에 비친 대로 묘사하고 있다. 서언(序言)에 ‘그대’라고 되어 있는 것은 ‘나’와 동일의 영혼임을 의미하는 것으로 서술되어 있다. 게오르게의 제자인 보크가 <영원의 그대>라는 시집을 출판하고 있는 것을 보아도 게오르게의 시집에서 쓰이고 있는 ‘그대’라는 호칭은 상징의 중심이 되는 것이라고 보여진다. 제2부는 친구에 대한 시인데, ‘그대’와 관련하여 생각한다면 제3부의 심상적(心象的) 정황의 심각성이 한층 더해 오는 것이다. 생명이 눈뜨는 봄이 없는 것은, 이 마음의 저미(低迷)가 언제인가는 깨우침을 갖게 된다는 예감을 가지면서, 계절의 변화를 마음에 반영하고 있는 상태를 나타내어, 허무에 빠져들어가는 것을 구원하고 있다.